# Liste der österreichischen Innenminister

## Erste Republik
| Nr. | Bild | Bundesminister            | Amtsantritt        | Partei                                    | Anmerkungen und wichtige Veränderungen dieser Amtszeit                   |
| --- | ---- | ------------------------- | ------------------ | ----------------------------------------- | ------------------------------------------------------------------------ |
| 1   |      | Heinrich Mataja           | 30. Oktober 1918   | CS                                        | offiziell: Staatssekretär des Innern                                     |
| 2   |      | Karl Renner               | 15. März 1919      | SDAP                                      | Staatskanzler                                                            |
| 3   |      | Matthias Eldersch         | 9. Mai 1919        | SDAP                                      | Staatssekretär des Innern                                                |
| 4   |      | Walter Breisky            | 7. Juli 1920       | Beamter                                   | Staatssekretär, ab 10. November 1920 Bundesminister                      |
| 5   |      | Egon Glanz                | 20. November 1920  | Beamter                                   |                                                                          |
| 6   |      | Walter Breisky            | 7. April 1921      | Beamter                                   |                                                                          |
| 7   |      | Rudolf Ramek              | 23. April 1921     | CS                                        |                                                                          |
| 8   |      | Leopold Waber             | 21. Juni 1921      | Großdeutsche Volkspartei                  |                                                                          |
| 9   |      | Johann Schober            | 16. Jänner 1922    | Präsident der Bundespolizeidirektion Wien | Bundeskanzler                                                            |
| 10  |      | Walter Breisky            | 26. Jänner 1922    | Beamter                                   | Bundeskanzler                                                            |
| 9   |      | Johann Schober            | 27. Jänner 1922    | Polizeipräsident                          | Bundeskanzler; Unterricht und Kultus: Walter Breisky                     |
| 11  |      | Felix Frank               | 31. Mai 1922       | Großdeutsche Volkspartei                  |                                                                          |
| 12  |      | Ignaz Seipel              | 17. April 1923     | CS                                        | Bundeskanzler                                                            |
| 13  |      | Rudolf Ramek              | 22. November 1924  | CS                                        | Bundeskanzler                                                            |
| 14  |      | Ignaz Seipel              | 20. Oktober 1926   | CS                                        | Bundeskanzler                                                            |
| 15  |      | Ernst Streeruwitz         | 4. Mai 1929        | CS                                        | Bundeskanzler                                                            |
| 16  |      | Vinzenz Schumy            | 26. September 1929 | Landbund                                  |                                                                          |
| 17  |      | Ernst Rüdiger Starhemberg | 30. September 1930 | Heimwehr                                  |                                                                          |
| 18  |      | Franz Winkler             | 4. Dezember 1930   | Landbund                                  |                                                                          |
| 19  |      | Franz Bachinger           | 20. Mai 1932       | Landbund                                  |                                                                          |
| 20  |      | Vinzenz Schumy            | 10. Mai 1933       | Landbund                                  | Diktatur                                                                 |
| 21  |      | Robert Kerber             | 23. September 1933 | Nationalständische Front                  | Diktatur                                                                 |
| 22  |      | Emil Fey                  | 30. Juli 1934      | Heimwehr                                  | Diktatur                                                                 |
| 23  |      | Eduard Baar-Baarenfels    | 29. Oktober 1935   | VF                                        | Diktatur                                                                 |
| 24  |      | Kurt Schuschnigg          | 3. November 1936   | VF                                        | Bundeskanzler; Diktatur                                                  |
| 25  |      | Edmund Glaise-Horstenau   | 6. November 1936   | VF                                        | Diktatur                                                                 |
| 26  |      | Arthur Seyß-Inquart       | 16. Februar 1938   | NSDAP                                     | Diktatur                                                                 |
| 27  |      | Arthur Seyß-Inquart       | 11. März 1938      | NSDAP                                     | Bundeskanzler; Diktatur; 13. März 1938 „Anschluss“ an das Deutsche Reich |

## Zweite Republik
| Nr. | Bild | Bundesminister       | Amtsantritt        | Partei | Anmerkungen und wichtige Veränderungen dieser Amtszeit                                                                                            |
| --- | ---- | -------------------- | ------------------ | ------ | --- |
| 1   |      | Franz Honner         | 27. April 1945     | KPÖ    | offiziell: Staatssekretär; Provisorische Staatsregierung Renner 1945                                                                              |
| 2   |      | Oskar Helmer         | 20. Dezember 1945  | SPÖ    | Abbau des kommunistischen Einflusses auf die Exekutive mit der Bestellung von Josef Holaubek zum Wiener Polizeipräsidenten                        |
| 3   |      | Josef Afritsch       | 16. Juli 1959      | SPÖ    | |
| 4   |      | Franz Olah           | 27. März 1963      | SPÖ    | Krisenhafte Entwicklung zwischen Olah und der SPÖ                                                                                                 |
| 5   |      | Hans Czettel         | 21. September 1964 | SPÖ    | |
| 6   |      | Franz Hetzenauer     | 19. April 1966     | ÖVP    | |
| 7   |      | Franz Soronics       | 19. Jänner 1968    | ÖVP    | |
| 8   |      | Otto Rösch           | 21. April 1970     | SPÖ    | |
| 9   |      | Erwin Lanc           | 8. Juni 1977       | SPÖ    | |
| 10  |      | Karl Blecha          | 24. Mai 1983       | SPÖ    | |
| 11  |      | Franz Löschnak       | 2. Februar 1989    | SPÖ    | Einführung des Gedenkdienstes in NS-Gedenkstätten                                                                                                 |
| 12  |      | Caspar Einem         | 6. April 1995      | SPÖ    | |
| 13  |      | Karl Schlögl         | 28. Jänner 1997    | SPÖ    | |
| 14  |      | Ernst Strasser       | 2. März 2000       | ÖVP    | Zusammenlegung von Bundesgendarmerie, Bundessicherheitswachekorps und Kriminalbeamtenkorps zur Bundespolizei beschlossen                          |
| 15  |      | Günther Platter      | 11. Dezember 2004  | ÖVP    | Der Verteidigungsminister übernahm das Ministeramt nach Strassers Rücktritt interimistisch.                                                       |
| 16  |      | Liese Prokop         | 22. Dezember 2004  | ÖVP    | Die von Strasser eingeleitete Zusammenlegung wurde umgesetzt.                                                                                     |
| 17  |      | Wolfgang Schüssel    | 2. Jänner 2007     | ÖVP    | Der Bundeskanzler übernahm das Ministeramt nach Prokops überraschendem Tod interimistisch.                                                        |
| 18  |      | Günther Platter      | 11. Jänner 2007    | ÖVP    | 1. Innenminister der Bundesregierung Gusenbauer                                                                                                   |
| 19  |      | Wilhelm Molterer     | 30. Juni 2008      | ÖVP    | 2. Innenminister der Bundesregierung Gusenbauer (interimistisch bis zur Angelobung von Maria Fekter am 1. Juli 2008)                              |
| 20  |      | Maria Fekter         | 1. Juli 2008       | ÖVP    | 3. Innenministerin der Bundesregierung Gusenbauer, ab 2. Dezember 2008 1. Innenministerin der Bundesregierung Faymann I                           |
| 21  |      | Johanna Mikl-Leitner | 21. April 2011     | ÖVP    | 2. Innenministerin der Bundesregierung Faymann I, 1. Innenministerin der Bundesregierung Faymann II                                               |
| 22  |      | Wolfgang Sobotka     | 21. April 2016     | ÖVP    | 2. Innenminister der Bundesregierung Faymann II, 1. Innenminister der Bundesregierung Kern                                                        |
| 23  |      | Herbert Kickl        | 18. Dezember 2017  | FPÖ    | 1. Innenminister der Bundesregierung Kurz I |
| 24  |      | Eckart Ratz          | 22. Mai 2019       | Unabh. | 2. Innenminister der Bundesregierung Kurz I, Innenminister der Einstweiligen Bundesregierung Löger                                                |
| 25  |      | Wolfgang Peschorn    | 3. Juni 2019       | Unabh. | Innenminister der Bundesregierung Bierlein |
| 26  |      | Karl Nehammer        | 7. Jänner 2020     | ÖVP    | Innenminister der Bundesregierung Kurz II Innenminister der Bundesregierung Schallenberg                                                          |
| 27  |      | Gerhard Karner       | 6. Dezember 2021   | ÖVP    | Innenminister der Bundesregierung Nehammer Innenminister der Einstweiligen Bundesregierung Schallenberg Innenminister der Bundesregierung Stocker |

| KPÖ    | Kommunistische Partei Österreichs                                                     |
| SPÖ    | Sozialdemokratische Partei Österreichs (1945–1991: Sozialistische Partei Österreichs) |
| ÖVP    | Österreichische Volkspartei                                                           |
| FPÖ    | Freiheitliche Partei Österreichs                                                      |
| Unabh. | Parteiunabhängig                                                                      |